# Gare de Wissous
La gare de Wissous est une gare ferroviaire française, fermée, de la ligne de Choisy-le-Roi à Massy - Verrières, située sur le territoire de la commune de Wissous, dans le département de l'Essonne, en région Île-de-France.
Ouverte en 1886, cette gare de la Société nationale des chemins de fer français (SNCF) n'accueille plus de voyageurs depuis 1939.

## Situation ferroviaire
Établie à 67 mètres, la gare de Wissous est située au point kilométrique (PK) 19,714 de la ligne de Choisy-le-Roi à Massy - Verrières (surnommée Grande Ceinture stratégique), entre les gares ouvertes de Rungis - La Fraternelle et du Chemin d'Antony.

## Histoire

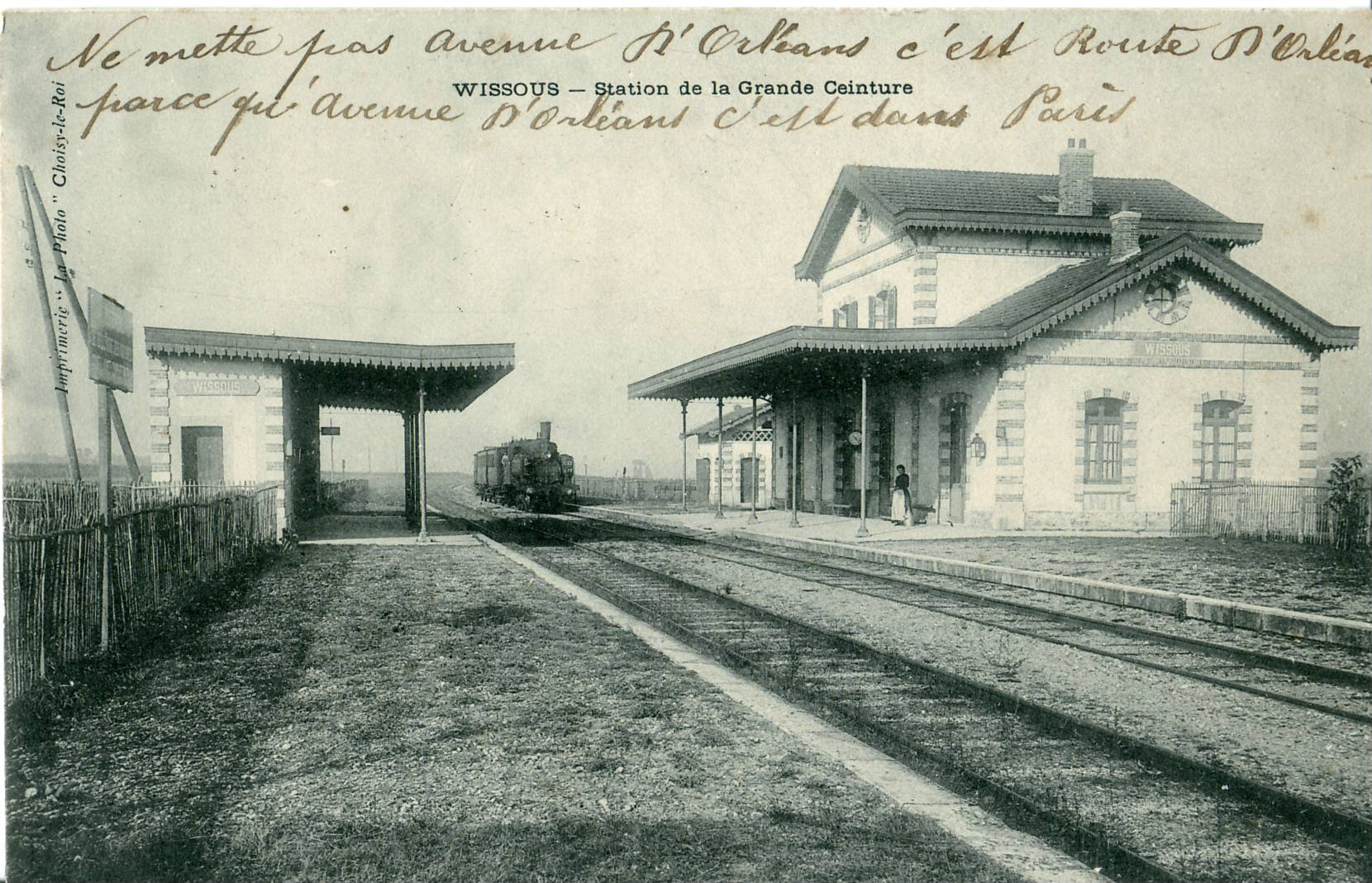
La gare, vers 1905.

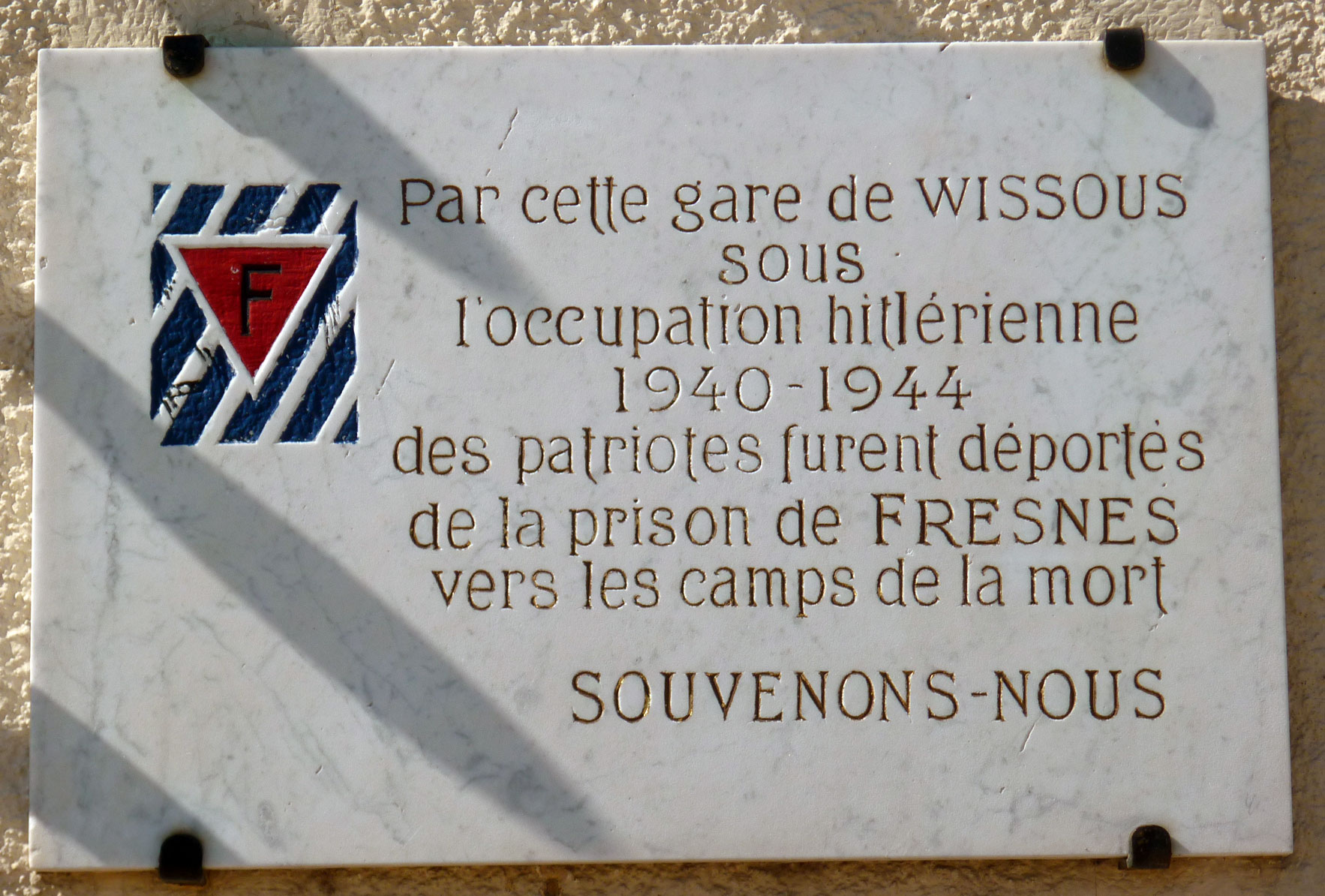
Plaque apposée sur le bâtiment voyageurs.

La gare est mise en service le 18 octobre 1886 avec la ligne dite de Grande Ceinture stratégique, ouverte sur exigence de l'armée. Elle est desservie par des trains-tramways exploités par la Compagnie des chemins de fer de l'Est, mais le trafic est catastrophique, les voyageurs privilégiant la ligne de Sceaux, plus efficace et directe vers Paris.
La gare est fermée au trafic des voyageurs avec l'essentiel de la Grande Ceinture, le 15 mai 1939, dans le cadre des mesures de coordination.
Lors de l'occupation allemande pendant la Seconde Guerre mondiale, certains sites de la commune de Wissous sont occupés par des troupes allemandes et la gare sert dans le cadre de la déportation de prisonniers politiques de la prison de Fresnes.
La ligne est rouverte au trafic des voyageurs entre Pont-de-Rungis et Massy-Palaiseau le 25 septembre 1977, mais la gare de Wissous n'est pas rouverte à cette occasion, car considérée comme trop éloignée de la localité.
À défaut de voyageurs, l'établissement traitait un important trafic de fret ; il est alors constitué pour l'essentiel par une installation terminale embranchée (ITE) à destination d'un dépôt de ciment Lafarge. En 1991, la gare accueillait un arrivage de marchandises s'élevant à 106 000 tonnes. Toutefois, SNCF Réseau indique, dans le document de référence du réseau pour l'horaire de service 2022, que le site de Wissous n'est plus utilisé depuis plus de deux ans. D'ailleurs, plus aucune voie de service ni ITE ne s'embranche dans le secteur de la gare, tandis que le dépôt précité a été détruit.

## Projet de réouverture
La gare voit circuler quotidiennement les trains de la ligne C du RER, qui n'y marquent pas l'arrêt. La municipalité souhaite en conséquence la réouverture de la gare afin de desservir la commune, qui compte un peu plus de cinq mille habitants au début du XXIe siècle. Toutefois, Réseau ferré de France (RFF) et la SNCF considèrent cette réouverture comme difficile, compte tenu de la saturation de la ligne qui voit transiter des trains du réseau Transilien, des trains de fret et des TGV. La mise en service d'un barreau dédié aux TGV, la LGV Interconnexion Sud, est en conséquence un préalable à une potentielle remise en service, mais il ne serait réalisé qu'à l'horizon 2030.

## Patrimoine ferroviaire
Le bâtiment voyageurs correspond au modèle standard des gares de troisième classe de cette ligne, ainsi que de la ligne de la grande ceinture de Paris ; ce modèle, dont le plan fut conçu par l'ingénieur des Ponts et Chaussées Luneau, a été utilisé notamment pour la gare de Mareil-Marly.